# Grand Prix automobile d'Italie 2016
GP précédent GP suivant
Le Grand Prix automobile d'Italie 2016 (Formula 1 Gran Premio Heineken d'Italia 2016), disputé le 4 septembre 2016 sur le circuit de Monza, est la 949e épreuve du championnat du monde de Formule 1 courue depuis 1950 où le circuit, situé dans le Parco Reale de Monza et surnommé le Temple de la vitesse, faisait partie des sept pistes utilisées pour cette édition inaugurale. Il s'agit de la soixante-septième édition du Grand Prix d'Italie comptant pour le championnat du monde de Formule 1, la soixante-sixième se tenant à Monza, et de la quatorzième manche du championnat 2016.
À Monza, lors des essais libres et des qualifications, Mercedes et Lewis Hamilton survolent les débats. Hamilton, le pilote le plus rapide des trois phases des qualifications, n'a besoin que d'une tentative en Q3 pour mettre son coéquipier Nico Rosberg à bonne distance ; il améliore toutefois sous le drapeau à damiers pour battre son principal rival au championnat du monde de presque une demi-seconde et réalise la cinquante-sixième pole position de sa carrière, sa septième de la saison. Avec cinq pole positions obtenues à Monza, il égale le record codétenu par Juan Manuel Fangio et Ayrton Senna. Derrière les Flèches d'Argent, les Ferrari de Sebastian Vettel et Kimi Räikkönen occupent la deuxième ligne, à quasiment une seconde de Hamilton. Vettel avoue : « L'écart entre les Mercedes et nous est beaucoup trop grand. Lewis et Nico étaient sur une autre planète aujourd'hui et dès lors, pouvoir se battre avec eux était impossible. » Valtteri Bottas et Daniel Ricciardo suivent sur la troisième ligne, précédant Max Verstappen et Sergio Pérez en quatrième ligne.
Au départ de la course, Lewis Hamilton rate son envol et se retrouve sixième à la fin du premier tour alors que Nico Rosberg, qui a pris les commandes, contrôle sans le moindre problème les cinquante-trois tours de l'épreuve pour remporter la vingt-et-unième victoire de sa carrière, sa septième de la saison, ce qui lui permet de se relancer dans son duel pour le titre mondial des pilotes. Sur une stratégie à un seul arrêt, comme son coéquipier, Lewis Hamilton, termine finalement deuxième à quinze secondes, offre un nouveau doublé aux Flèches d'Argent (le vingt-septième depuis 2014) et bat un record puisqu'il dispute son cent-quatre-vingt-unième Grand Prix avec un moteur Mercedes. Les Ferrari, qui ont tenté de rivaliser en optant pour deux arrêts, terminent aux même places que sur la grille de départ, Sebastian Vettel monte sur la dernière marche du podium, devant Kimi Räikkönen. Daniel Ricciardo prend le meilleur sur Valtteri Bottas pour la cinquième place. Max Verstappen septième, suivi par Sergio Pérez, Felipe Massa et Nico Hülkenberg terminent dans les points et dans le même tour que le vainqueur. En fin de Grand Prix, alors qu'il occupe la quatorzième place, Fernando Alonso réalise le vingt-deuxième meilleur tour en course de sa carrière, son premier depuis la saison 2013.
Hamilton, avec 250 points, ne possède plus désormais que 2 points d'avance sur Rosberg (248 points) au championnat du monde. Ricciardo conserve sa troisième place (161 points) devant Vettel (143 points) et Räikkönen (136 points). Max Verstappen, avec 121 points, devance Bottas (70 points), Pérez (62 points) et Hülkenberg (46 points). Mercedes mène le championnat constructeurs avec 498 points, Red Bull Racing conserve la deuxième place (290 points) devant Ferrari (279 points) ; suivent Williams (111 points) qui repasse Force India (108 points), McLaren (48 points), Scuderia Toro Rosso (45 points), Haas (28 points), Renault (6 points) et Manor (1 point).

## Contexte avant le Grand Prix
Le jeudi 1er septembre à Monza, Felipe Massa annonce qu'il a décidé de prendre sa retraite à la fin de la saison : « La vie nous donne tellement de choix. Pour moi, je pense que c'est le moment de partir et de faire quelque chose de différent. Peut-être que vous me verrez encore au volant d'une voiture de course mais pour le moment la seule certitude c'est que je vais avoir beaucoup de temps pour décider de ce que je ferai après la Formule 1. Cela fait quinze ans que je suis ici et je voulais quitter ce paddock la tête haute. Je pense que c'est le bon moment pour moi de partir. Je suis fier de tout ce que j'ai accompli durant mes quinze années passées en Formule 1. »
Jenson Button annonce prendre une année sabbatique en 2017, tout en poursuivant avec l'écurie McLaren Racing en tant que pilote de réserve. Stoffel Vandoorne sera dès lors titulaire aux côtés de Fernando Alonso en 2017.

## Pneus disponibles
| Pneus pour piste sèche | Pneus pour piste sèche | Pneus pour piste sèche | Pneus pluie    | Pneus pluie |
| ---------------------- | ---------------------- | ---------------------- | -------------- | ----------- |
| Super tendres          | Tendres                | Medium                 | Intermédiaires | Pluie       |

## Essais libres

### Première séance, le vendredi de 10 h à 11 h 30
| Pos. | Pilote           | Voiture              | Chrono         | Écart     |
| ---- | ---------------- | -------------------- | -------------- | --------- |
| 1    | Nico Rosberg     | Mercedes             | 1 min 22 s 959 |           |
| 2    | Lewis Hamilton   | Mercedes             | 1 min 23 s 162 | + 0 s 203 |
| 3    | Kimi Räikkönen   | Ferrari              | 1 min 24 s 047 | + 1 s 088 |
| 4    | Sebastian Vettel | Ferrari              | 1 min 24 s 307 | + 1 s 348 |
| 5    | Sergio Pérez     | Force India-Mercedes | 1 min 24 s 650 | + 1 s 691 |
| 6    | Romain Grosjean  | Haas-Ferrari         | 1 min 24 s 763 | + 1 s 804 |

- Alfonso Celis Jr., pilote-essayeur chez Force India, remplace Nico Hülkenberg lors de cette séance d'essais.

### Deuxième séance, le vendredi de 14 h à 15 h 30
| Pos. | Pilote           | Voiture            | Chrono         | Écart     |
| ---- | ---------------- | ------------------ | -------------- | --------- |
| 1    | Lewis Hamilton   | Mercedes           | 1 min 22 s 801 |           |
| 2    | Nico Rosberg     | Mercedes           | 1 min 22 s 994 | + 0 s 193 |
| 3    | Sebastian Vettel | Ferrari            | 1 min 23 s 254 | + 0 s 453 |
| 4    | Kimi Räikkönen   | Ferrari            | 1 min 23 s 427 | + 0 s 626 |
| 5    | Max Verstappen   | Red Bull-TAG Heuer | 1 min 23 s 732 | + 0 s 931 |
| 6    | Daniel Ricciardo | Red Bull-TAG Heuer | 1 min 24 s 033 | + 1 s 202 |

### Troisième séance, le samedi de 11 h à 12 h
| Pos. | Pilote           | Voiture           | Chrono         | Écart     |
| ---- | ---------------- | ----------------- | -------------- | --------- |
| 1    | Lewis Hamilton   | Mercedes          | 1 min 22 s 008 |           |
| 2    | Nico Rosberg     | Mercedes          | 1 min 22 s 401 | + 0 s 393 |
| 3    | Sebastian Vettel | Ferrari           | 1 min 22 s 946 | + 0 s 938 |
| 4    | Kimi Räikkönen   | Ferrari           | 1 min 23 s 149 | + 1 s 141 |
| 5    | Valtteri Bottas  | Williams-Mercedes | 1 min 23 s 500 | + 1 s 492 |
| 6    | Felipe Massa     | Williams-Mercedes | 1 min 23 s 647 | + 1 s 639 |

## Séance de qualifications

### Résultats des qualifications
| Pos.                                                                                        | Pilote            | Écurie               | Qualifications 1 | Qualifications 2 | Qualifications 3 |
| ------------------------------------------------------------------------------------------- | ----------------- | -------------------- | ---------------- | ---------------- | ---------------- |
| 1                                                                                           | Lewis Hamilton    | Mercedes             | 1 min 21 s 854   | 1 min 21 s 498   | 1 min 21 s 135   |
| 2                                                                                           | Nico Rosberg      | Mercedes             | 1 min 22 s 497   | 1 min 21 s 809   | 1 min 21 s 613   |
| 3                                                                                           | Sebastian Vettel  | Ferrari              | 1 min 23 s 077   | 1 min 22 s 275   | 1 min 21 s 972   |
| 4                                                                                           | Kimi Räikkönen    | Ferrari              | 1 min 23 s 217   | 1 min 22 s 258   | 1 min 22 s 065   |
| 5                                                                                           | Valtteri Bottas   | Williams-Mercedes    | 1 min 23 s 264   | 1 min 22 s 499   | 1 min 22 s 388   |
| 6                                                                                           | Daniel Ricciardo  | Red Bull-TAG Heuer   | 1 min 23 s 158   | 1 min 22 s 638   | 1 min 22 s 389   |
| 7                                                                                           | Max Verstappen    | Red Bull-TAG Heuer   | 1 min 23 s 229   | 1 min 22 s 857   | 1 min 22 s 411   |
| 8                                                                                           | Sergio Pérez      | Force India-Mercedes | 1 min 23 s 439   | 1 min 22 s 922   | 1 min 22 s 814   |
| 9                                                                                           | Nico Hülkenberg   | Force India-Mercedes | 1 min 23 s 259   | 1 min 22 s 951   | 1 min 22 s 836   |
| 10                                                                                          | Esteban Gutiérrez | Haas-Ferrari         | 1 min 23 s 386   | 1 min 22 s 856   | 1 min 23 s 184   |
| 11                                                                                          | Felipe Massa      | Williams-Mercedes    | 1 min 23 s 489   | 1 min 22 s 967   |                  |
| 12                                                                                          | Romain Grosjean   | Haas-Ferrari         | 1 min 23 s 421   | 1 min 23 s 092   |                  |
| 13                                                                                          | Fernando Alonso   | McLaren-Honda        | 1 min 23 s 783   | 1 min 23 s 273   |                  |
| 14                                                                                          | Pascal Wehrlein   | Manor-Mercedes       | 1 min 23 s 760   | 1 min 23 s 315   |                  |
| 15                                                                                          | Jenson Button     | McLaren-Honda        | 1 min 23 s 666   | 1 min 23 s 399   |                  |
| 16                                                                                          | Carlos Sainz Jr.  | Toro Rosso-Ferrari   | 1 min 48 s 876   | 1 min 49 s 038   |                  |
| 17                                                                                          | Daniil Kvyat      | Toro Rosso-Ferrari   | 1 min 23 s 825   |                  |                  |
| 18                                                                                          | Felipe Nasr       | Sauber-Ferrari       | 1 min 23 s 956   |                  |                  |
| 19                                                                                          | Marcus Ericsson   | Sauber-Ferrari       | 1 min 24 s 087   |                  |                  |
| 20                                                                                          | Jolyon Palmer     | Renault              | 1 min 24 s 230   |                  |                  |
| 21                                                                                          | Kevin Magnussen   | Renault              | 1 min 24 s 436   |                  |                  |
| Temps minimal à réaliser pour la qualification : 1 min 27 s 584 (107 % de 1 min 21 min 854) |                   |                      |                  |                  |                  |
| Nq.                                                                                         | Esteban Ocon      | Manor-Mercedes       | pas de temps     |                  |                  |

### Grille de départ du Grand Prix
- Romain Grosjean auteur du douzième temps des qualifications, est pénalisé d'un recul de cinq places pour changement de la boîte de vitesses de sa Haas-Ferrari ; il part de la dix-septième place[8].
- Initialement non-qualifié, Esteban Ocon qui n'a pas réalisé de temps en qualifications, est repêché par les commissaires de course et autorisé à prendre le départ depuis la dernière place de la grille[9].

## Course

### Classement de la course
| Pos. | no | Pilote            | Écurie               | Tours | Temps/Abandon                      | Grille | Points |
| ---- | -- | ----------------- | -------------------- | ----- | ---------------------------------- | ------ | ------ |
| 1    | 6  | Nico Rosberg      | Mercedes             | 53    | 1 h 17 min 28 s 089 (237,558 km/h) | 2      | 25     |
| 2    | 44 | Lewis Hamilton    | Mercedes             | 53    | + 15 s 070                         | 1      | 18     |
| 3    | 5  | Sebastian Vettel  | Ferrari              | 53    | + 20 s 990                         | 3      | 15     |
| 4    | 7  | Kimi Räikkönen    | Ferrari              | 53    | + 27 s 561                         | 4      | 12     |
| 5    | 3  | Daniel Ricciardo  | Red Bull-TAG Heuer   | 53    | + 45 s 295                         | 6      | 10     |
| 6    | 77 | Valtteri Bottas   | Williams-Mercedes    | 53    | + 51 s 015                         | 5      | 8      |
| 7    | 33 | Max Verstappen    | Red Bull-TAG Heuer   | 53    | + 54 s 236                         | 7      | 6      |
| 8    | 11 | Sergio Pérez      | Force India-Mercedes | 53    | + 1 min 04 s 954                   | 8      | 4      |
| 9    | 19 | Felipe Massa      | Williams-Mercedes    | 53    | + 1 min 05 s 617                   | 11     | 2      |
| 10   | 27 | Nico Hülkenberg   | Force India-Mercedes | 53    | + 1 min 18 s 656                   | 9      | 1      |
| 11   | 8  | Romain Grosjean   | Haas-Ferrari         | 52    | + 1 tour                           | 17     |        |
| 12   | 22 | Jenson Button     | McLaren-Honda        | 52    | + 1 tour                           | 14     |        |
| 13   | 21 | Esteban Gutiérrez | Haas-Ferrari         | 52    | + 1 tour                           | 10     |        |
| 14   | 14 | Fernando Alonso   | McLaren-Honda        | 52    | + 1 tour                           | 12     |        |
| 15   | 55 | Carlos Sainz Jr.  | Toro Rosso-Ferrari   | 52    | + 1 tour                           | 15     |        |
| 16   | 9  | Marcus Ericsson   | Sauber-Ferrari       | 52    | + 1 tour                           | 19     |        |
| 17   | 20 | Kevin Magnussen   | Renault              | 52    | + 1 tour                           | 21     |        |
| 18   | 31 | Esteban Ocon      | MRT-Mercedes         | 51    | + 2 tours                          | 22     |        |
| Abd. | 26 | Daniil Kvyat      | Toro Rosso-Ferrari   | 36    | Fond plat                          | 16     |        |
| Abd. | 94 | Pascal Wehrlein   | Manor-Mercedes       | 26    | Moteur                             | 13     |        |
| Abd. | 30 | Jolyon Palmer     | Renault              | 7     | Accrochage avec Felipe Nasr        | 20     |        |
| Abd. | 12 | Felipe Nasr       | Sauber-Ferrari       | 6     | Accrochage avec Jolyon Palmer      | 18     |        |

### Pole position et record du tour
- Pole position :  Lewis Hamilton (Mercedes) en 1 min 21 s 135 (257,038 km/h)[11].
- Meilleur tour en course : Fernando Alonso (McLaren-Honda) en 1 min 25 s 340 (244,373 km/h) au cinquante-et-unième tour[12].

### Tours en tête
- Nico Rosberg : 52 tours (1-24 / 26-53)[13]
- Lewis Hamilton : 1 tour (25)

## Classements généraux à l'issue de la course
| Pos. | Pilote            | Écurie               | Points |
| ---- | ----------------- | -------------------- | ------ |
| 1er  | Lewis Hamilton    | Mercedes             | 250    |
| 2    | Nico Rosberg      | Mercedes             | 248    |
| 3    | Daniel Ricciardo  | Red Bull-TAG Heuer   | 161    |
| 4    | Sebastian Vettel  | Ferrari              | 143    |
| 5    | Kimi Räikkönen    | Ferrari              | 136    |
| 6    | Max Verstappen    | Red Bull-TAG Heuer   | 121    |
| 7    | Valtteri Bottas   | Williams-Mercedes    | 70     |
| 8    | Sergio Pérez      | Force India-Mercedes | 62     |
| 9    | Nico Hülkenberg   | Force India-Mercedes | 46     |
| 10   | Felipe Massa      | Williams-Mercedes    | 41     |
| 11   | Fernando Alonso   | McLaren-Honda        | 30     |
| 12   | Carlos Sainz Jr.  | Toro Rosso-Ferrari   | 30     |
| 13   | Romain Grosjean   | Haas-Ferrari         | 28     |
| 14   | Daniil Kvyat      | Toro Rosso-Ferrari   | 23     |
| 15   | Jenson Button     | McLaren-Honda        | 17     |
| 16   | Kevin Magnussen   | Renault              | 6      |
| 17   | Stoffel Vandoorne | McLaren-Honda        | 1      |
| 18   | Pascal Wehrlein   | Manor-Mercedes       | 1      |

| Pos. | Écurie               | Points |
| ---- | -------------------- | ------ |
| 1er  | Mercedes             | 498    |
| 2    | Red Bull-TAG Heuer   | 290    |
| 3    | Ferrari              | 279    |
| 4    | Williams-Mercedes    | 111    |
| 5    | Force India-Mercedes | 108    |
| 6    | McLaren-Honda        | 48     |
| 7    | Toro Rosso-Ferrari   | 45     |
| 8    | Haas-Ferrari         | 28     |
| 9    | Renault              | 6      |
| 10   | Manor-Mercedes       | 1      |

## Statistiques
Le Grand Prix d'Italie 2016 représente :
- la 56e pole position de Lewis Hamilton, sa 5e à Monza ; il égale le record codétenu sur la piste italienne par Juan Manuel Fangio et Ayrton Senna[16],[17] ;
- la 66e pole position de Mercedes Grand Prix[18] ;
- la 21e victoire de Nico Rosberg[19] ;
- le 50e podium de Nico Rosberg[20] ;
- la 58e victoire de Mercedes en tant que constructeur[21] ;
- la 144e victoire de Mercedes en tant que motoriste[22] ;
- le 32e doublé de Mercedes en tant que constructeur[23].

Au cours de ce Grand Prix :
- Lewis Hamilton passe la barre des 2100 points inscrits en Formule 1 (2117 points)[24] ;
- Lewis Hamilton établit un nouveau record de courses disputées avec un moteur de la même marque (181 Grands Prix avec un propulseur Mercedes)[25] ;
- Kimi Räikkönen passe la barre des 1300 points inscrits en Formule 1 (1310 points)[26] ;
- Nico Rosberg est élu « Pilote du jour » lors d'un vote organisé sur le site officiel de la Formule 1[27] ;
- Tom Kristensen, nonuple vainqueur des 24 Heures du Mans et pilote-essayeur en Formule 1 entre 1997 et 2000, est nommé assistant des commissaires de course[28].